# Капітолій штату Меріленд
Капітолій штату Меріленд (англ. Maryland State House) — громадська будівля, місцеперебування (осідок) обох палат законодавчого органу Меріленду, розміщений у м. Аннаполіс.